# Geluksklokje
Het geluksklokje (Cortusa matthioli) is een overblijvende plant uit de sleutelbloemfamilie (Primulaceae) die te vinden is in de gebergtes van Midden-, Oost- en Zuid-Europa en van Azië.

## Naamgeving enetymologie
- Synoniem: Primula matthioli (L.) V.A.Richt
- Frans: Cortuse de Matthioli
- Duits: Alpenheilglöckchen, Heilglöckel

De botanische naam Cortusa is een eerbetoon vanwege de botanicus Pietro Andrea Mattioli aan zijn vriend Giacomo Antonio Cortuso (1513–1603), professor plantkunde in Padua en de ontdekker van deze soort. De soortaanduiding matthioli is dan weer een eerbetoon van Linnaeus aan Mattioli zelf.

## Kenmerken

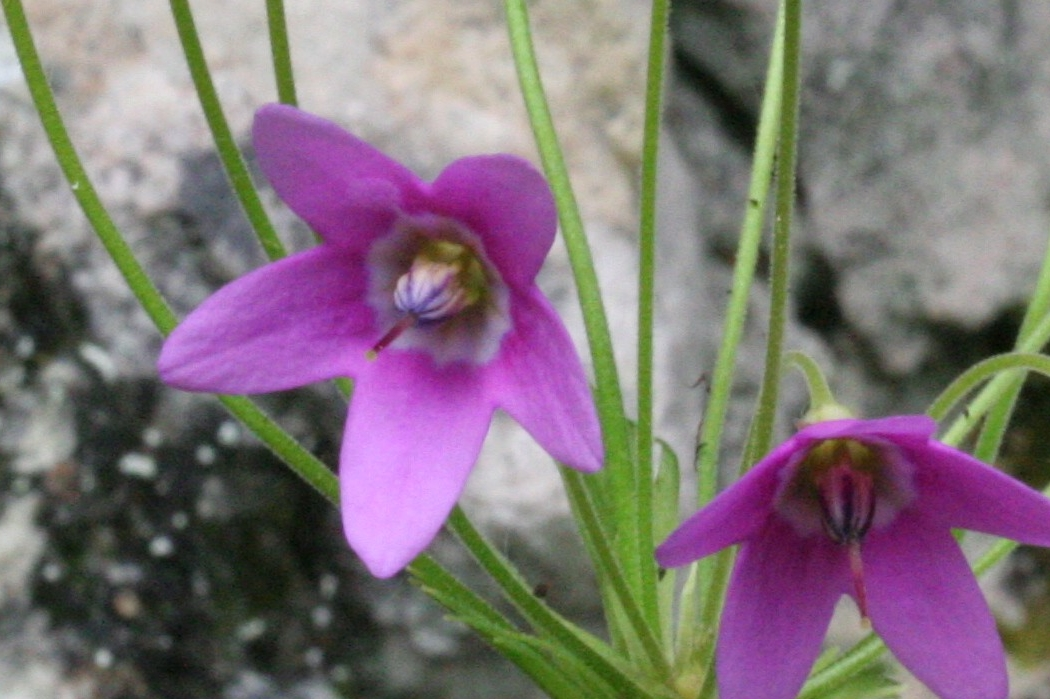
Geluksklokje, detail bloem

Het geluksklokje is een tot 40 cm hoge, overblijvende, bladverliezende, kruidachtige plant met een onvertakte bloemsteel en een basaal bladrozet van tot 8 cm brede, diepgroene, gesteelde, min of meer hartvormige bladeren met een diep gelobde en getande bladrand. De plant is behaard. Het is een hemikryptofyt, die overwintert met een vlezige wortelstok.
De bloemen staan in een klein, ijl enkelvoudig scherm op een lange, overhangende, onbebladerde en behaarde bloemsteel. De knikkende, tweeslachtige bloemen zijn tot 12 mm in diameter, klokvormig, met een vijftallige, groene, behaarde kelk en een eveneens vijftallige purperroze kroon. De kroon is tot in het midden ingesneden, de kroonblaadjes langwerpig tot eirond met teruggebogen top en een groenwitte binnenzijde. De bloem draagt 5 meeldraden, die aan de voet gefuseerd zijn met de kroonbladen, en een centrale, bolvormige stamper met een tot 1 cm lange stijl.
Na de bloei vormt zich een rechtopstaande, vijftallige doosvrucht.
De plant bloeit van mei tot augustus.

## Habitaten verspreiding
Het geluksklokje groeit voornamelijk op vochtige, schaduwrijke plaatsen in bossen en, langs beekjes en in ravijnen, vooral op kalksteen, in de montane en subalpiene zone van het gebergte, tot op 2.200 m hoogte.
De plant komt voor in de meeste gebergtes van Midden-, Oost- en Zuidoost- en Zuid-Europa, voornamelijk in de Alpen, de Karpaten, het Oeralgebergte en de Balkan, en verder de Aziatische gebergtes tot in Oost-Azië.